# 佐治娜·洛迪古絲
佐治娜·洛迪古絲·靴南迪斯（西班牙語：Georgina Rodríguez Hernández，1994年1月27日—）是阿根廷模特兒和女商人，出生於阿根廷首都布宜諾斯艾利斯，並在西班牙长大，同時拥有阿根廷和西班牙国籍。2017年，她成为足球运动员基斯坦奴·朗拿度的女友。及後，她出席過不同的报道、时尚杂志和电视节目。

## 個人生活
佐治娜·洛迪古絲于2016年年中开始与基斯坦奴·朗拿度建立伴侶关系，並於一年后正式确认他们的关系。2017年11月，喬治娜誕下他和羅納度的長女阿蘭娜·瑪提娜（Alana Martina），也是羅納度的三女兒和第四個孩子。2021年10月，兩人宣佈喬治娜第二次怀孕，並且是一對龍鳳胎。2022年4月，她公佈了這對龍鳳胎出生的喜訊，二女兒名為貝拉·埃斯梅拉達（Bella Esmeralda），長子名為安赫爾（Ángel）。不幸的是，喬治娜唯一的親生兒子安赫爾在出生不久後便夭折。
喬治娜认为自己是一个非常虔诚的天主教徒，因为她坚信其生命中发生的一切，都是因她的祈祷和基督教的所致的直接结果。她在真人秀《我是佐治娜》中表示：「上帝总是开导我，给我力量去战斗，让我知道什么对我有好处。」此外，她家中有几个祭壇，并會定期在社交网络上发布她参观教堂和小聖堂的照片。